# Шингу (национальный парк)
Национальный парк Шингу (Parque Indígena do Xingu) — национальный парк, расположенный в верхнем течении реки Шингу, на севере штата Мату-Гросу, Бразилия.
Указ о создании Национального парка был подписан «14» апреля 1961 года президентом Бразилии Жаниу Куадрусом.
Инициатива создания Парка принадлежит исследователям региона и знатокам местных индейских племён, братьям Орланду и Клаудиу Виллас-Боасам. Основные цели создания: обеспечение выживания индейских племён региона и сохранение их традиционной культуры.
Первоначальная демаркация границ Парка была завершена только в 1978 году. Тогда он занимал площадь 26 420 кв. км. Окончательно границы Парка были установлены в 1998 году. Сегодня площадь Парка составляет 27 975 кв. км, его населяют представители 16 малочисленных индейских племён, общая численность которых в пределах Парка составляет на сегодняшний день более 6,5 тыс. человек.
Племена, населяющие парк, относятся к 5 языковым семьям:
Араваки
- Ваура — численность 540 человек (2014),[2]. Долгое время были единственным племенем в Шингу, владевшим навыками гончарного ремесла.
- Мехинаку — численность 286 человека (2014),[3]
- Явалапити — численность 262 человек (2014)[4]

Же
- Киседж (Суйя) — численность 424 человек (2014),[5]
- Тапаюна — численность 132 человек (2014)[6]

Карибы
- Икпенг (Тшикао) — численность 477 человек (2014),[7]
- Калапало — численность 659 человек (2014),[8]
- Куйкуру — численность 653 человека (2014). Традиционно, одно из крупнейших по численности племён парка.[9]
- Матипу — численность 157 человек (2014),[10]
- Нарувоту — численность 81 человек, в том числе в пределах парка 69 человек (2003),[11]
- Нахуква — численность 143 человек (2014)[12]

Тупи-гуарани
- Авети — численность 192 человек (2014),[13]
- Кайяби — общая численность 2242 человек (2014), численность в пределах Парка оценивалась в 756 человек (1997), по состоянию на середину 2010-х она существенно выросла [14]
- Камайюра — численность 604 человек (2014),[15]
- Юдья (Журуна) — численность 880 человек (2014)[16]

Изолированный язык
- Трумаи — численность 258 человек (2014)[17]

Несмотря на принадлежность племён к разным языковым семьям, благодаря единому образу жизни и практически одинаковому культурному развитию, специалисты относят большинство из них к единой культуре Шингу (за искл. Тшикао, Журуна, Кайяби, Нарувоту и Суйя), объединяя под общим названием Шингуано.

## История
Первыми европейцами, пытавшимися проникнуть в середине XVIII века в верховья реки Шингу были бандейранты. В 80-е г.г. XIX века в регион стали проникать сборщики каучука-серингейро. Первые научные экспедиции состоялись в 1884, 1887 г.г. и связаны с именами Карла фон Штейнена и Пауля Эренрайха. В дальнейшем с географическими и этнографическими исследованиями район будущего Парка посещали: Херманн Мейер в 1896 г., Макс Шмидт в 1900—1901 г.г., Рамиру Норонья в 1920 г., Перси Фосетт в 1925 г. Установление постоянных контактов с индейцами Шингуано относится к 40-50-м г.г. XX века и является заслугой братьев Вилаш-Боаш. Под их руководством на будущей территории парка были организованы первые стационарные посты: Васконселос, позднее переименованный в Пост Леонарду в честь младшего из братьев Вилаш-Боаш, умершего в 1961 г., и Диауарум. Оба поста впоследствии были оборудованы взлётными полосами. Также в 50-60-е г.г. ими были проведены несколько экспедиций, в результате которых были установлены контакты с ранее изолированными индейскими племенами.

## В кино
- «Шингу» / Xingu — режиссёр Као Гамбургер / Cao Hamburger (Бразилия, 2012).